# Myrcidris
Myrcidris – rodzaj mrówek z podrodziny Pseudomyrmecinae. Obejmuje 1 opisany gatunek.

## Gatunki
- Myrcidris epicharis Ward, 1990